# Мінхаунг (володар М'яу-У)
Мінхаунг (*бірм. မင်းခေါင်; 1477 — 1531) — 12-й володар М'яу-У в 1521—1531 роках.

## Життєпис
Молодший син Мін Дольї, володаря М'яу-У, та Со Ру Со. Народився 1477 року. Про нього обмаль відомостей. Вважається, що спочатку перебував при дворі батька, а після смерті того 1492 року обіймав посади намісників. 1521 року після смерті старшого брата Тхазати мирно успадкував владу.
Продовжив політику попередника, закріпивши став стабільності, еконмоічного розвитку, активних торгівельних зв'язків з Португалією. Миру з сусідами сприяли гарні відносини з Гантаваді та війни царства Ави з шанами та іншими своїми сусідами.
1531 року проти нього почав повстання небіж Мінпа, намісник Сандовея та півдня країни. Мінхаунг зазнав поразки, потрапив у полон, де невдовзі був страчений. Переможець посів трон під ім'ям Мінбін.